# Edwin van Hoevelaak
Edwin van Hoevelaak (Holten, 30 juni 1967) is een Nederlandse muziekproducent en zanger.

## Biografie
Van Hoevelaak zat samen met onder anderen Johan Nijenhuis op een lagere school in Markelo, waar beiden van jongs af aan toneeldagen in een feestzaal van zijn ouders organiseerden. Johan regisseerde en bedacht het script en Edwin zorgde voor alles wat met muziek te maken had. Johan wilde filmproducent worden en Edwin muziekproducer / artiest.

## Loopbaan
In 1998 begon Van Hoevelaak samen met Willie Oosterhuis het televisieprogramma de Regiotap te presenteren. Dit deed hij tot en met 2005. Hij produceerde liedjes voor Nick & Simon, Jeroen van der Boom, Dennie Christian, Henk Wijngaard, Imca Marina, Maribelle, Tatjana, Bonnie St. Claire, De Havenzangers, René Riva, Frank van Etten, Dennis van Dijkhuizen, Johnny Bolk en Bouke. In 2007 bracht hij zelf de single Vandaag uit.
Vanaf 12 april 2009 presenteert Van Hoevelaak de wekelijkse Sterrenparade bij Radio Oost. Daarnaast heeft Van Hoevelaak het wekelijkse verzoekplatenprogramma Ziezo Zondag gepresenteerd, samen met Dorothy Oosting. En op TV Oost wordt de docusoap 'Van Hoevelaak & Co' sinds 20 april 2009 uitgezonden. Op 17 april 2013 werd de documentaire Het verhaal van... Nick en Simon uitgezonden, maar zonder beelden van Van Hoevelaaks bijdrage aan het succes van het duo. Op Twitter kreeg Van Hoevelaak steun van onder meer Marga Bult en Frans Bauer. Op 2 juni 2014 was in De beste singer-songwriter van Nederland Elske Haverkamp te zien die  in september 2012 zijn geschreven lied Een wereld vol leven heeft opgenomen op single ter gelegenheid van 125 jaar Albert Heijn.

## Onderscheidingen
- Van Hoevelaak heeft in 2017 de Buma Hollandse Meesters Award gewonnen. De producer en songwriter kreeg de prijs 2 oktober tijdens de Buma NL Awardshow in Tivoli Vredenburg in Utrecht uitgereikt.
- In 2019 werd hij benoemd tot Ridder in de Orde van Oranje Nassau door de burgemeester van Rijssen-Holten vanwege zijn verdienste als "een van de belangrijkste producers en songwriters van het populaire genre in Nederland".